# Deimos (satelit)
Deimos /'dej.mos/ (desemnare sistematică: Marte II) este cel mai mic și cel mai exterior dintre cei doi sateliți naturali ai lui Marte, celălalt fiind Phobos. Of similar composition to C and D-type asteroids, Deimos are o rază medie de 6,2 kilometri (3,9 mi) și îi ia 30,3 ore pentru a-l orbita pe Marte. Deimos este la 23,460 kilometri (14,577 mi) de Marte, mult mai departe decât celălalt satelit al lui Marte, Phobos. Este numit după Deimos, zeul grec antic și personificarea fricii și terorii, și care este, de asemenea, fiul lui Ares și Afrodita și fratele geamăn al lui Phobos.

## Descoperire

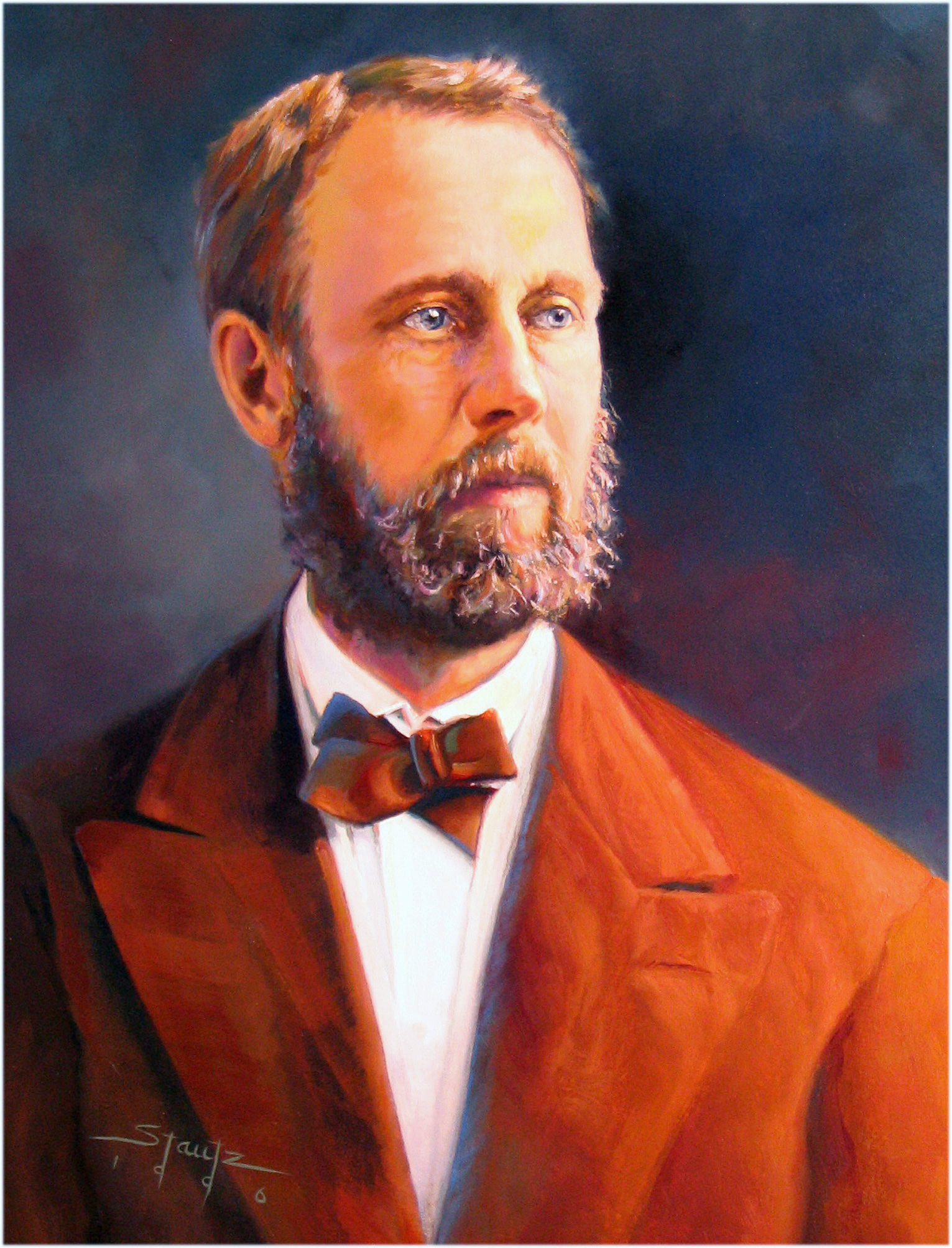
Asaph Hall III, descoperitorul lui Deimos

Deimos a fost descoperit de Asaph Hall III la Observatorul Naval al Statelor Unite din Washington, DC pe 12 august 1877, la aproximativ 07:48 UTC . De asemenea, Hall, care l-a descoperit și pe Phobos, căuta în mod special sateliți marțieni în acel moment.
Este numit după Deimos, o figură care reprezintă groaza în mitologia greacă. Numele au fost sugerate de Henry Madan care s-a inspirat din Cartea XV a Iliadei, unde Ares (zeul roman Marte) îi invocă pe groază (Deimos) și frică (Phobos).

## Origine
Originea sateliților lui Marte este necunoscută, iar ipotezele sunt controversate. Principalele ipoteze sunt că s-au format fie prin captură, fie prin acreție. 
Datorită asemănării cu compoziția asteroizilor de tip C sau D, o ipoteză este că sateliții ar putea fi obiecte capturate pe o orbită marțiană de pe centura de asteroizi, cu orbite care au fost circularizate fie de forța atmosferică, fie de forțele mareice deoarece captarea necesită disiparea energiei. Atmosfera actuală marțiană este prea subțire pentru a captura un obiect de dimensiunea Phobos prin frânarea atmosferică. Geoffrey Landis a subliniat că capturarea ar fi putut avea loc dacă corpul original ar fi fost un asteroid binar care s-a separat din cauza forțelor mareice. Principala ipoteză alternativă este că sateliții s-au acretat în poziția actuală. O altă ipoteză este că Marte a fost odată înconjurat de multe corpuri de dimensiunea Phobos și Deimos, poate aruncate pe orbită în jurul lui printr-o coliziune cu un planetezimal.
În 2021, Amirhossein Bagheri (ETH Zurich), Amir Khan (ETH Zurich), Michael Efroimsky(US Naval Observator) și colegii lor, au propus o nouă ipoteză cu privire la originea sateliților. Analizând datele seismice și orbitale din Misiunea Mars InSight și din alte misiuni, ei au propus că sateliții s-au născut din perturbarea unui corp părinte comun cu aproximativ 1 până la 2,7 miliarde de ani în urmă. Progenitorul comun al lui Phobos și Deimos a fost, cel mai probabil, lovit de un alt obiect și distrus pentru a-i forma pe Phobos și Deimos.

## Caracteristici fizice

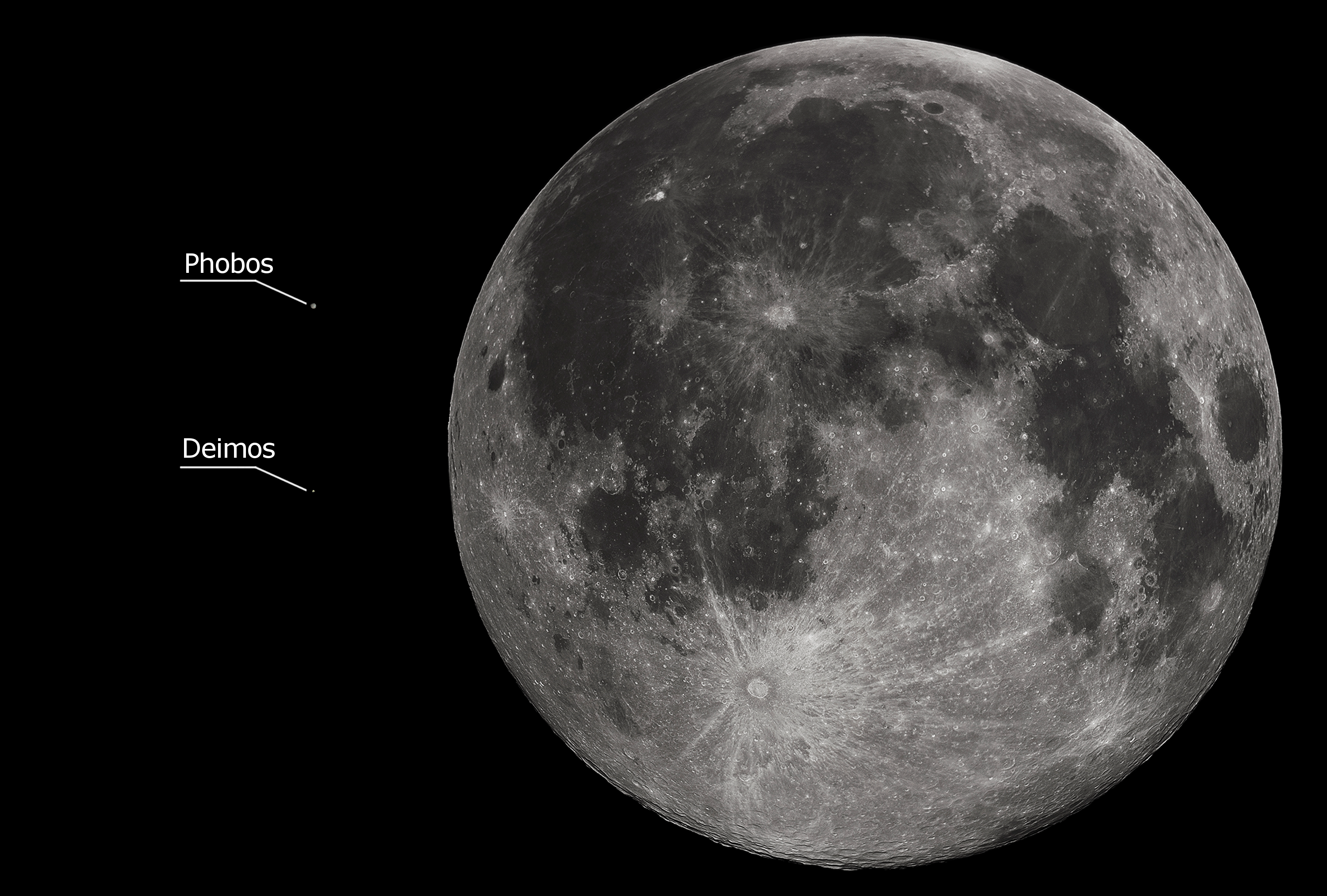
Comparație de mărime între Phobos, Deimos și Luna (dreapta)

La fel ca majoritatea corpurilor de dimensiunea sa, Deimos este foarte nesferic, cu dimensiuni triaxiale de 16,08 km × 11,78 km × 10,22 km care corespund unui diametru mediu de 12,5 km, făcându-l 57% din dimensiunea lui Phobos. Deimos este compus din rocă bogată în material carbonic, la fel ca asteroizii de tip C și meteoriții condriți carbonici. Este craterizat, dar suprafața este vizibil mai netedă decât cea a lui Phobos, cauzată de umplerea parțială a craterelor cu regolit. Regolitul este foarte poros și are o densitate estimată de radar de numai 1.471 g/cm3.
Viteza cosmică pentru Deimos este 5,6 m/s. Această viteză ar putea fi atinsă teoretic de un om care efectuează un salt vertical. Magnitudinea aparentă a lui Deimos este 12,45.

### Forme de relief numite
Doar două forme de relief de pe Deimos au primit nume. Craterele Swift și Voltaire poartă numele unor scriitori care au speculat existența a doi sateliți marțieni înainte ca Phobos și Deimos să fie descoperiți.
| Cratere  | Coordonate                    | Diametru (km) | Anul aprobării | Eponim                                        | Ref   |
| -------- | ----------------------------- | ------------- | -------------- | --------------------------------------------- | ----- |
| Swift    | 12°30′N 1°48′E / 12.5°N 1.8°E | 1             | 1973           | Jonathan Swift; scriitor irlandez (1667–1745) | WGPSN |
| Voltaire | 22°00′N 3°30′W / 22°N 3.5°V   | 1.9           | 1973           | Voltaire; scriitor francez (1694-1778)        | WGPSN |

## Caracteristici orbitale

Orbitele lui Phobos și Deimos (la scară)

Orbita lui Deimos este aproape circulară și este aproape de planul ecuatorial al lui Marte. Deimos este posibil un asteroid care a fost perturbat de Jupiter pe o orbită care i-a permis să fie capturat de Marte, deși această ipoteză este încă controversată și contestată. Atât Deimos, cât și Phobos au orbite foarte circulare care se află aproape exact în planul ecuatorial al lui Marte și, prin urmare, o origine de captură necesită un mecanism de circularizare a orbitei inițial extrem de excentrice și ajustarea înclinării acesteia în planul ecuatorial, cel mai probabil printr-o combinație tracțiune atmosferică și forțe mareice ; nu este clar că a fost suficient timp disponibil pentru ca acest lucru să se fi întâmplat pentru Deimos.

Vederea lui Curiosity cu sateliții de pe Marte : Phobos trecând prin fața lui Deimos în timp real (video-gif, 1 august 2013)

După cum este văzut de pe Marte, Deimos ar avea un diametru unghiular de cel mult 2,5 minute (șaizeci de minute fac un grad), a douăsprezecea parte din lățimea Lunii văzută de pe Pământ și, prin urmare, ar părea aproape ca o stea cu ochiul liber. Când este cel mai strălucitor („lună plină”) ar fi cam la fel de strălucitoare precum este Venus de pe Pământ; în faza din primul sau ultimul pătrar ar fi cam la fel de strălucitor ca Vega. Cu un telescop mic, un observator marțian a putut vedea fazele lui Deimos, care durează 1,2648 zile (perioada sinodică a lui Deimos).
Spre deosebire de Phobos, care orbitează atât de repede încât răsare în vest și apune în est, Deimos răsare în est și apune în vest. Perioada Soare-sinodică a lui Deimos de aproximativ 30,4 ore depășește ziua solară marțiană („sol”) de aproximativ 24,7 ore cu o cantitate atât de mică încât trec 2,48 zile (2,41 sol) între răsărit și apus pentru un observator ecuatorial. De la Deimos-răsărit la Deimos-răsărit (sau de la apus la apus), trec 5.466 zile (5.320 sol).
Deoarece orbita lui Deimos este relativ aproape de Marte și are o înclinație foarte mică față de ecuatorul lui Marte, nu poate fi văzut de la latitudinile marțiane mai mari de 82,7°.
Orbita lui Deimos devine încet mai mare, deoarece este suficient de departe de Marte, și din cauza accelerației mareice. Se așteaptă să scape în cele din urmă din gravitația lui Marte.

### Tranzite solare

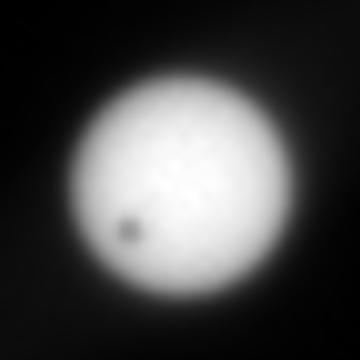
Deimos tranzitează Soarele – văzut de roverul de pe Marte Opportunity (4 martie 2004)

Deimos trece regulat prin fața Soarelui văzut de pe Marte. Este prea mic pentru a provoca o eclipsă totală, apărând doar ca un mic punct negru care se mișcă peste Soare. Diametrul său unghiular este de numai aproximativ 2,5 ori diametrul unghiular al lui Venus în timpul unui tranzit al lui Venus de pe Pământ. Pe 4 martie 2004, un tranzit a lui Deimos a fost fotografiat de roverul de pe Marte Opportunity, iar pe 13 martie 2004 un tranzit a fost fotografiat de roverul marțian Spirit.
5 Martie, 2024: NASA a lansat imagini cu tranzitele sateliților Deimos și Phobos și ale planetei Mercur, așa cum sunt văzute de rover-ul Perseverance de pe planeta Marte.

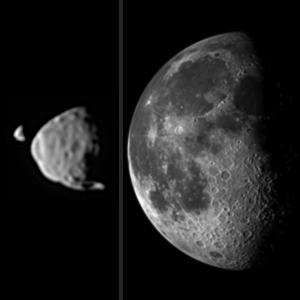
Deimos și Phobos văzuți de pe Marte, în comparație cu Luna văzută de pe Pământ (în dimensiuni unghiulare)

## Explorare
În general, istoria sa de explorare este similară cu cea a lui Marte și a lui Phobos. Deimos a fost fotografiat în de aproape de mai multe nave spațiale a căror misiune principală a fost să-l fotografieze pe Marte, inclusiv în martie 2023 în timpul unei apropieri rare  cu Emirates Mars Mission. Nu au fost efectuate aterizări pe Deimos.
În 1997 și 1998, misiunea Aladdin propusă a fost selectată ca finalist în Programul NASA Discovery. Planul era să-l viziteze atât pe Phobos, cât și pe Deimos și să lanseze proiectile spre sateliți. Sonda ar colecta resturi în timp ce efectua un zbor lent (~1 km/s). Aceste mostre aveau să fie returnate pe Pământ pentru studiu trei ani mai târziu. Investigatorul principal a fost Carle M. Pieters de la Universitatea Brown. Costul total al misiunii, inclusiv vehiculul de lansare și operațiunile, a fost de 247,7 milioane USD. În cele din urmă, misiunea aleasă pentru a zbura a fost MESSENGER, o sondă către planeta Mercur.
În 2008, Centrul de Cercetare Glenn NASA a început să studieze o misiune de returnare a unei mostre de pe Phobos și Deimos care ar folosi propulsia electrică solară. Studiul a dat naștere conceptului de misiune „Hall”, o misiune de clasă New Frontiers aflată în continuare în studiu.
De asemenea, misiunea de returnare a unei mostre numită Gulliver a fost conceptualizată și dedicată lui Deimos, în care 1 kilogram de material de pe Deimos ar fi returnat pe Pământ.
Un alt concept de misiune de returnare a mostrei de pe Phobos și Deimos este OSIRIS-REx 2, care ar folosi moștenirile din primul OSIRIS-REx.
În martie 2014, a fost propusă o misiune de clasă Discovery pentru a plasa un orbiter pe orbită în jurul lui Marte până în 2021 și pentru a-i studia pe Phobos și Deimos. Se numește Phobos And Deimos & Mars Environment (PADME).
Explorarea umană a lui Deimos ar putea servi drept catalizator pentru explorarea umană a lui Marte. Recent, s-a propus ca nisipurile de pe Deimos sau Phobos ar putea servi drept material valoros pentru aerofrânare în colonizarea lui Marte. Vezi Phobos pentru mai multe detalii.
Mars Orbiter Mision al ISRO a surprins primele imagini ale părții îndepărtate de pe Deimos.
În aprilie 2023, astronomii au lansat pentru prima dată imagini globale de aproape cu Deimos, care au fost realizate de orbiterul Hope. Observațiile raportate de această misiune contravin ipotezei asteroidului capturat și indică originea planetară bazaltică a lui Deimos.